# Équipe du pays de Galles de rugby à XV au Tournoi des Six Nations 2005
L'équipe du pays de Galles de rugby à XV au Tournoi des Six Nations 2005 termine première en réussissant un Grand Chelem (cinq victoires en cinq matches). Il s'agit, depuis l'an 2000 et l'admission de l'équipe d'Italie dans le Tournoi, du premier Grand Chelem du pays de Galles acquis par cinq victoires. C'est également, après près de trente ans d'insuccès dans cette conquête, le premier sans-faute du pays de Galles auteur de cet exploit en 1971, 1976 et 1978.

## Résultats
Le pays de Galles remporte son premier Grand Chelem dans le Tournoi des Six Nations depuis l'édition 1978 (alors nommé Tournoi des Cinq Nations), le neuvième de leur histoire, à la suite de leur victoire 32 à 20 contre l'Irlande lors de la dernière journée, s'adjugeant par la même occasion la Triple couronne, leur dix-huitième. C'est également leur premier sacre dans le Tournoi depuis 1994 et leur vingt-troisième victoire finale dans la compétition.

### Résultats des matchs
Les résultats des Gallois lors de cette édition :
- Le 5 février, victoire 11-9 contre l'équipe d'Angleterre à Cardiff[2]
- Le 12 février, victoire 38-8 contre l'équipe d'Italie à Rome[3]
- Le 26 février, victoire 24-18 contre l'équipe de France à Paris[4]
- Le 13 mars, victoire 46-22 contre l'équipe d'Écosse à Édimbourg[5]
- Le 19 mars, victoire 32-20 contre l'équipe d'Irlande à Cardiff[6]

## Les joueurs vainqueurs
Les numéros indiqués sont ceux portés par les joueurs, ils indiquent leur position dans l'équipe.
Gareth Thomas est le capitaine pendant les trois premiers matches, remplacé par Michael Owen pour les deux derniers.

### Titulaires
1. Gethin Jenkins
2. Mefin Davies
3. Adam Jones
4. Brent Cockbain
5. Robert Sidoli
6. Dafydd Jones, Jonathan Thomas, Ryan Jones
7. Martyn Williams
8. Michael Owen
9. Dwayne Peel
10. Stephen Jones
11. Shane Williams
12. Gavin Henson
13. Tom Shanklin, Mark Taylor
14. Hal Luscombe, Rhys Williams, Kevin Morgan
15. Gareth Thomas, Kevin Morgan

### Autres joueurs entrés en cours de jeu
- John Yapp (pilier)
- Robin McBryde (talonneur)
- Ian Gough (deuxième ligne)
- Robin Sowden-Taylor (troisième ligne)
- Gareth Cooper (demi de mêlée)
- Ceri Sweeney (demi d'ouverture)

## Points marqués par les Gallois

### Match contre l'Angleterre
- Shane Williams (5 points) : 1 essai
- Gavin Henson (3 points) : 1 pénalité
- Stephen Jones (3 points) : 1 pénalité

### Match contre l'Italie
- Stephen Jones (8 points) : 4 transformations
- Martyn Williams (5 points) : 1 essai
- Shane Williams (5 points) : 1 essai
- Jonathan Thomas (5 points) : 1 essai
- Robert Sidoli (5 points) : 1 essai
- Tom Shanklin (5 points) : 1 essai
- Brent Cockbain (5 points) : 1 essai

### Match contre la France
- Stephen Jones (14 points) : 1 transformation, 3 pénalités, 1 drop
- Martyn Williams (10 points) : 2 essais

### Match contre l'Écosse
- Stephen Jones (16 points) : 5 transformations, 2 pénalités
- Rhys Williams (10 points) : 2 essais
- Kevin Morgan (10 points) : 2 essais
- Martyn Williams (5 points) : 1 essai
- Ryab Jones (5 points) : 1 essai

### Match contre l'Irlande
- Stephen Jones (16 points) : 2 transformations, 4 pénalités
- Gavin Henson (6 points) : 1 pénalité, 1 drop
- Gethin Jenkins (5 points) : 1 essai
- Kevin Morgan (5 points) : 1 essai